# Jerzy Król (polityk)
Jerzy Król (ur. 20 września 1944 w Zdzieborzu) – polski inżynier i polityk, działacz partyjny, w latach 1994–1997 wicewojewoda ciechanowski.

## Życiorys
Syn Mariana i Zofii. Absolwent Wieczorowego Uniwersytetu Marksizmu-Leninizmu, ukończył też magisterskie studia inżynierskie. Od 1964 przez około 20 lat pracował w Państwowym Ośrodku Maszynowym w Pułtusku. Od 1966 odbywał służbę wojskową, w latach 1966–1968 kierował Kołem Młodzieży Wojskowej w Olsztynie. W 1967 wstąpił do PZPR. Od 1973 służył w Ochotniczej Rezerwie Milicji Obywatelskiej. W latach 1977–1989 był członkiem miejsko-gminnego komitetu PZPR w Pułtusku, od 1977 do 1981 był w nim sekretarzem ds. rolnych.
W III RP został działaczem Sojuszu Lewicy Demokratycznej. Za rządów koalicji SLD-PSL sprawował funkcję wicewojewody ciechanowskiego (u boku Sławomira Morawskiego). Na przełomie 1997 i 1998 faktycznie wykonywał zadania wojewody, gdy stanowisko pozostawało nieobsadzone. W 1998 i 2002 uzyskiwał mandat w sejmiku mazowieckim. W 2006 nie ubiegał się o reelekcję. Został sekretarzem rady nadzorczej Mazowieckiej Kasy Chorych i członkiem rady nadzorczej Wojewódzkiego Funduszu Ochrony Środowiska. Później pracował jako specjalista firmy EuroPolGaz i kierownik uruchomionej przez nią Tłoczni Gazu Ciechanów. Od wielu kadencji jest prezesem Federacji Stowarzyszeń Naukowo-Technicznych NOT w Ciechanowie, działał także w pułtuskim oddziale Stowarzyszenia „Wspólnota Polska”.